# Praca geologiczna
Prace geologiczne – projektowanie i wykonywanie badań oraz innych czynności, w celu ustalenia budowy geologicznej kraju, a w szczególności poszukiwania i rozpoznawania złóż kopalin oraz wód podziemnych, określania warunków hydrogeologicznych, geologiczno-inżynierskich, a także sporządzanie map i dokumentacji geologicznych oraz projektowanie i wykonywanie badań na potrzeby wykorzystania ciepła Ziemi lub korzystania z wód podziemnych. Jest to definicja legalna zawarta w Prawie geologicznym i górniczym. W skład prac geologicznych wchodzą także roboty geologiczne. "Katalog czynności składających się na prace geologiczne jest otwarty, a zakres definicji wyznacza jedynie cel prac geologicznych, którym jest ustalenie budowy geologicznej kraju".